# Евклидис Цакалотос
Евклид Стефану Цакалотос (на гръцки: Ευκλείδης Στεφάνου Τσακαλώτος) е гръцки икономист и политик, депутат от Коалиция на радикалната левица (Сириза) от май 2012 г. В периода 2015 – 2019 г. е министър на финансите на Гърция.

## Биография
Евклид Цакалотос е роден на 19 юни 1960 г. в Ротердам, Нидерландия. Произхожда от известна фамилия от Атина, чиито корени се намират в град Превеза в Западна Гърция. Брат на дядо му е генерал Трасивулос Цакалотос, участник в Гръцката гражданска война.
След като семейството му се премества и установява в Лондон, той е записан в авторитетното частно училище „Сейнт Пол“. Учи философия, политика и икономика в Оксфордския университет, магистърската му степен е от университета в Съсекс, а докторантура прави отново в Оксфорд. Впоследствие Цакалотос става преподавател в Кентския университет, където среща съпругата си Хедър Гибсън (шотландски икономист, по-късно главен съветник на Гръцката банка), с която имат три деца.
Връщайки се в Гърция заедно с шотландската си съпруга през 1990 г. той се присъединява към антиглобалисткото движение и партия Коалиция на радикалната левица (Сириза). Преподава в Атинския университет, автор е на многобройни статии и 6 книги, сред които „Тежкото изпитание на съпротивата“ – анализ на Гърция като страната в центъра на икономическата криза, разтърсила Стария континент.
През 2012 г. е избран за депутат от Коалиция на радикалната левица (Сириза).